# Hays (Montana)
Hays é uma Região censo-designada localizada no estado americano de Montana, no Condado de Blaine.

## Demografia
Segundo o censo americano de 2000, a sua população era de 702 habitantes.

## Geografia
De acordo com o United States Census Bureau tem uma área de
33,7 km², dos quais 33,7 km² cobertos por terra e 0,0 km² cobertos por água. Hays localiza-se a aproximadamente 1109 m acima do nível do mar.

## Localidades na vizinhança
O diagrama seguinte representa as localidades num raio de 64 km ao redor de Hays.